# Ифия
Ифия — имя ряда персонажей древнегреческой мифологии и литературы:
- одна из феспиад, родившая от Геракла сына Келевстанора[1];
- возлюбленная Патрокла, упомянутая в «Илиаде» (пленница, подаренная Патроклу Ахиллом после взятия города Скирос)[2];
- жена Эола;
- дочь Лигда, упомянутая у Овидия.